# Jan Zopfs
Jan Zopfs (* 7. Mai 1964 in Osnabrück) ist ein deutscher Strafrechtler und Hochschulprofessor.

## Leben
Zopfs studierte Rechtswissenschaften von 1984 bis 1989 in Heidelberg. 1993 wurde er dort mit einem verkehrsstrafrechtlichen Thema am Lehrstuhl von Wilfried Küper promoviert. Im Jahre 1999 legte Zopfs an der Universität Heidelberg seine Habilitation ab (Lehrbefähigung für Strafrecht, Strafprozessrecht und Strafrechtsgeschichte). Nach einer Lehrstuhlvertretung in Rostock und einem Ruf auf eine C3-Professur in Leipzig führt er seit 2001 den Lehrstuhl für Strafrecht und Strafprozessrecht an der Johannes Gutenberg-Universität zu Mainz. Seine Forschungsgebiete liegen im Verkehrsstrafrecht und in der Strafrechtsgeschichte.
Zopfs war bis 2012 Vertrauensdozent der Mainzer Stipendiaten des Evangelischen Studienwerks Villigst, von 2009 bis 2021 war er Mitglied der Ethikkommission der Landesärztekammer Rheinland-Pfalz (2012–2021 als stellvertretender Vorsitzender der Ethikkommission).

## Werke (Auswahl)
- Unfallflucht bei eindeutiger Haftungslage?: Unverzüglichkeitsgebot und Wahlmöglichkeit in § 142 Abs. 2 und 3 StGB. Peter Lang, Frankfurt am Main 1993, ISBN 978-3-631-46319-2. (Dissertation)
- Der Grundsatz »in dubio pro reo« - Zur Entstehungsgeschichte und zum gegenwärtigen Anwendungsbereich des Zweifelssatzes, insbesondere zur Geltung bei verfahrensrechtlich bedeutsamen Feststellungen. Baden-Baden 1999. (Habilitation)